# Himno de Portoviejo

Bandera de Portoviejo, se iza al cantar el himno.

El Himno de Portoviejo es el canto solemne oficial del cantón Portoviejo en la provincia de Manabí, Ecuador. Cuenta con 6 estrofas y un coro, de las cuales únicamente se cantan la primera y segunda estrofa y el coro. Su letra fue creada por Federico Yépez Arboleda y su música fue compuesta por el Padre Alfonso Egüez.

## Historia
Siendo alcalde de la ciudad el Dr. Luis Villacreses Colmont, convoca a un concurso para la letra del Himno del Cantón Portoviejo, considerando que la ciudadanía en general, después que obtuviera la emancipación política el 18 de octubre de 1820, venía reclamando que el cantón tuviera su himno.
Para el efecto, la Municipalidad delega al Dr. Augusto Pérez y al Lcdo. Horacio Hidrovo P. para que emitan su informe sobre los trabajos presentados, obteniendo el Primer Premio del concurso, los versos cuyo autor lo firmó con el seudónimo de Muñoz Seca.
Posteriormente el 13 de abril de 1970, el Municipio publica las bases del concurso Nacional para la música del Himno de Portoviejo, en relación con los versos del seudónimo indicado, resultando triunfador en el concurso el Reverendo Padre Alfonso Egüez.
Con relación al nombre de la persona que hiciera los versos triunfadores, con gran satisfacción se pudo conocer por medio del Hermano Humberto Maldonado, que se llama Federico Yépez Arboleda.